# 北航路
『北航路』（きたこうろ）は、1974年9月15日に発売された森進一の31枚目のシングル。

## 収録曲
- 両楽曲共に、作詞：阿久悠／編曲：森岡賢一郎

1. 北航路（3分11秒）
作曲：猪俣公章
2. 流浪の詩（3分41秒）
作曲：森岡賢一郎